# Benzidina
La benzidina, o 4,4'-diammino-bifenile, è una diammina aromatica, derivata dal bifenile.
Viene preparata per riduzione, con zinco e alcali, del nitrobenzene a idrazobenzene e quindi, in ambiente acido, per trasposizione benzidinica di quest'ultimo.

## Utilizzo
Ha notevole importanza a livello industriale, come intermedio per coloranti e farmaceutici e come indurente nell'industria della gomma. Viene inoltre utilizzata in chimica analitica come reattivo per determinare metalli pesanti e ioni inorganici. Fino agli anni 1970 veniva utilizzata nel test di Adler per stabilire la presenza di sangue.
La benzidina è cancerogena, in particolare provoca il cancro della vescica. 
La benzidina (ed i suoi sali) è uno degli agenti chimici la cui produzione, lavorazione ed impiego sul lavoro è vietata ai sensi del D. Lgs. 81/08, titolo IX, capo I, art. 228, c. 1, all. XL, qualora usata in concentrazione superiore allo 0,1 % in peso.